# San Cayetano (Asunción)
San Cayetano es un barrio de la capital paraguaya, Asunción, de creación relativamente reciente, producto del desmembramiento del barrio Santa Ana.

## Límites
- Al noroeste el barrio Santa Ana, dividida por el arroyo Morotĩ.
- Al norte el barrio Roberto L. Pettit, dividida por la calle 31 Proyectada.
- Al este el barrio Republicano, dividida por la Avda. Japón y la calle 38 Proyectada.
- Al sur el barrio Jukyty, dividida por la calle Tte. Cantalupi.
- Al oeste el Río Paraguay.

## Lugares
En sus límites se encuentra la sede de la reconocida Orquesta de Instrumentos Reciclados de Cateura.

## Instituciones
Educativas:
- Escuela de Música Cateura
- Escuela San Cayetano
- Escuela San Miguel

Religiosas:
- Iglesia San Gerardo

Médicas:
- Clínica Capellanes de la Guerra del Chaco
- Unidad de Salud Familiar Pedro Viera

Deportivas:
- Club Sportivo Paraguay